# Oignin
Der Oignin (im Oberlauf unter den Namen: Rouge Bief und Borrey) ist ein Fluss in Frankreich, der im Département Ain in der Region Auvergne-Rhône-Alpes verläuft. Er entspringt beim Ort Rougemont, im Gemeindegebiet von Aranc und entwässert generell in nördlicher Richtung. Bei Maillat erreicht der die Autobahn A40 und nimmt hier seinen definitiven Namen Oignin an. Im weiteren Verlauf wird er durch die Barrage de Charmine aufgestaut und mündet nach insgesamt rund 44 Kilometern bei Coiselet, im Gemeindegebiet von Matafelon-Granges als linker Nebenfluss in den Ain.

## Orte am Fluss
- Rougemont, Gemeinde Aranc
- Izenave
- Vieu-d’Izenave
- Maillat
- Saint-Martin-du-Frêne
- Brion
- Géovreissiat
- Nurieux-Volognat
- Izernore
- Matafelon-Granges
- Coiselet, Gemeinde Matafelon-Granges